# Алабама-авеню (линия Джамейка, Би-эм-ти)
|   |   |   |   |
| · | · | · | · |

|   |   |   |   |
| · | · | · | · |

«Алабама-авеню» (англ. Alabama Avenue) — станция Нью-Йоркского метрополитена, расположенная на линии Джамейка, Би-эм-ти. Станция находится в Бруклине, в округе Ист-Нью-Йорк, на пересечении Фултон-стрит и Алабама-авеню. На станции останавливаются маршруты J (круглосуточно) и Z (в часы пик в пиковом направлении).

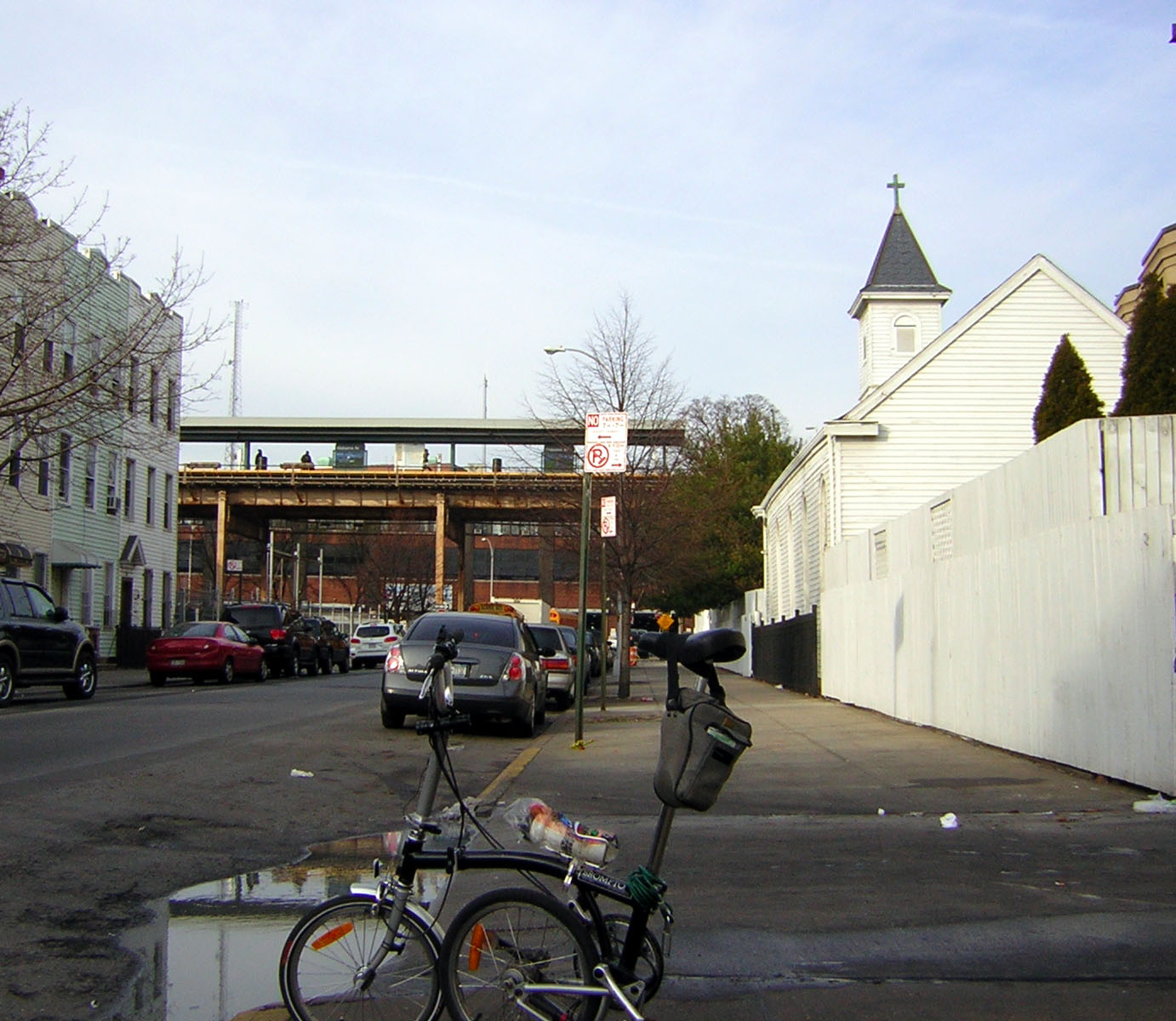
Вид на станцию с улицы

Станция была открыта 5 сентября 1885 года и представлена одной узкой островной платформой, расположенной на двухпутном участке линии. Платформа оборудована коротким навесом только в западной половине. Название станции представлено в стандартном варианте: на чёрных табличках с белой надписью на вывесках. Станция реконструирована в 2006 — 2007 годах.
Станция имеет единственный выход, расположенный в западной части станции. Он представлен эстакадным мезонином, расположенным под платформами, куда с каждой спускается по одной лестнице. В мезонине располагается турникетный павильон. В город ведут две лестницы: к восточным углам перекрёстка Алабама-авеню и Фултон-стрит.
К югу от станции образуется путь, идущий в депо «Ист-Нью-Йорк».